# Episodi di Squadra Speciale Stoccarda (quinta stagione)
La quinta stagione della serie televisiva tedesca Squadra Speciale Stoccarda è stata trasmessa dal 10 ottobre 2013 al 10 aprile 2014 su ZDF.
In Italia è stata trasmessa in prima visione assoluta su Rai 2 dal 5 agosto 2017 al 7 luglio 2018.
| Nº | Titolo originale           | Titolo italiano            | Prima TV Germania | Prima TV Italia   |
| -- | -------------------------- | -------------------------- | ----------------- | ----------------- |
| 1  | Besetzt                    | Occupazione!               | 10 ottobre 2013   | 5 agosto 2017     |
| 2  | Der Highlander             | Il club del whisky         | 17 ottobre 2013   | 12 agosto 2017    |
| 3  | Tattoo                     | Il tatuaggio               | 24 ottobre 2013   | 19 agosto 2017    |
| 4  | Mann ohne Gesicht          | L'uomo senza volto         | 31 ottobre 2013   | 2 settembre 2017  |
| 5  | Amnesie                    | Amnesia                    | 7 novembre 2013   | 23 settembre 2017 |
| 6  | Eine Frage der Ehre        | Una questione d'onore      | 14 novembre 2013  | 18 novembre 2017  |
| 7  | Höllenhund                 | Cerbero                    | 21 novembre 2013  | 25 novembre 2017  |
| 8  | Tödliche Karriere          | Carriera fatale            | 5 dicembre 2013   | 2 dicembre 2017   |
| 9  | Verschlusssache            | Affare riservato           | 12 dicembre 2013  | 9 dicembre 2017   |
| 10 | Am seidenen Faden          | Appeso a un filo           | 19 dicembre 2013  | 16 dicembre 2017  |
| 11 | Bunker                     | Il bunker                  | 2 gennaio 2014    | 20 gennaio 2018   |
| 12 | Unversöhnlich              | Una vita perfetta          | 9 gennaio 2014    | 3 febbraio 2018   |
| 13 | Rapunzel                   | Il parco delle favole      | 16 gennaio 2014   | 10 febbraio 2018  |
| 14 | Warte, bis es dunkel ist   | La cena al buio            | 23 gennaio 2014   | 17 febbraio 2018  |
| 15 | Die Cremeprinzessin        | La principessa della crema | 30 gennaio 2014   | 24 febbraio 2018  |
| 16 | Drahtzieher                | Mente criminale            | 6 febbraio 2014   | 3 marzo 2018      |
| 17 | Häuslebauer                | Il costruttore             | 20 febbraio 2014  | 10 marzo 2018     |
| 18 | Falsche Zeit, falscher Ort | Doppio rapimento           | 27 febbraio 2014  | 7 aprile 2018     |
| 19 | Auf fremde Rechnung        | Per conto terzi            | 6 marzo 2014      | 21 aprile 2018    |
| 20 | Fenster zum Hof            | Uno sparo nella notte      | 13 marzo 2014     | 28 aprile 2018    |
| 21 | Herrgottsbescheißerle      | Il macellaio               | 20 marzo 2014     | 9 giugno 2018     |
| 22 | Harte Mädchen              | Passione letale            | 27 marzo 2014     | 16 giugno 2018    |
| 23 | Traumprinz                 | Principe azzurro           | 3 aprile 2014     | 30 giugno 2018    |
| 24 | Die Tote auf dem Eis       | Morte sul ghiaccio         | 10 aprile 2014    | 7 luglio 2018     |

## Occupazione!
- Titolo originale: Besetzt
- Diretto da:
- Scritto da:

## Il club del whisky
- Titolo originale: Der Highlander
- Diretto da:
- Scritto da:

## Il tatuaggio
- Titolo originale: Tattoo
- Diretto da:
- Scritto da: